# The Devil's Violinist
The Devil's Violinist is een Duits-Italiaanse film uit 2013, geschreven en geregisseerd door Bernard Rose. De film is gebaseerd op het levensverhaal van de 19e-eeuwse Italiaanse violist en componist Niccolò Paganini.

## Verhaal
De virtuoze violist Niccolò Paganini komt naar Londen om verschillende concerten te geven, georganiseerd door John Watson, impresario, pianist en dirigent. Hij wordt verliefd op Charlotte, zijn dochter.

## Rolverdeling
| Acteur           | Personage           |
| ---------------- | ------------------- |
| David Garrett    | Niccolò Paganini    |
| Jared Harris     | Urbani              |
| Joely Richardson | Ethel Langham       |
| Christian McKay  | John Watson         |
| Veronica Ferres  | Elizabeth Wells     |
| Helmut Berger    | Lord Burghersh      |
| Olivia d'Abo     | Primrose Blackstone |
| Andrea Deck      | Charlotte Watson    |

## Productie
De opnames vonden plaats in Duitsland, Oostenrijk en Italië. Violist David Garrett vertolkt veel van Paganini's stukken in de hele film, waaronder Capriccio nr. 24 in a mineur. De Engelse versie van "Io Ti Penso Amore" bevat zang van Nicole Scherzinger.

## Ontvangst
Op Rotten Tomatoes heeft The Devil's Violinist een waarde van 31% en een gemiddelde score van 5,30/10, gebaseerd op 13 recensies. Op Metacritic heeft de film een gemiddelde score van 38/100, gebaseerd op 7 recensies.

## Prijzen en nominaties
| Jaar | Prijs                      | Categorie              | Genomineerde(n)  | Uitslag     |
| ---- | -------------------------- | ---------------------- | ---------------- | ----------- |
| 2015 | Österreichischer Filmpreis | Beste kostuumontwerp   | Birgit Hutter    | Genomineerd |
| 2015 | Österreichischer Filmpreis | Beste productieontwerp | Christoph Kanter | Genomineerd |